# Panorama Village (Texas)
Panorama Village es una ciudad ubicada en el condado de Montgomery en el estado estadounidense de Texas. En el Censo de 2010 tenía una población de 2.170 habitantes y una densidad poblacional de 755,49 personas por km².

## Geografía
Panorama Village se encuentra ubicada en las coordenadas 30°22′58″N 95°29′36″O / 30.38278, -95.49333. Según la Oficina del Censo de los Estados Unidos, Panorama Village tiene una superficie total de 2.87 km², de la cual 2.83 km² corresponden a tierra firme y (1.44%) 0.04 km² es agua.

## Demografía
Según el censo de 2010, había 2.170 personas residiendo en Panorama Village. La densidad de población era de 755,49 hab./km². De los 2.170 habitantes, Panorama Village estaba compuesto por el 96.36% blancos, el 1.11% eran afroamericanos, el 0.18% eran amerindios, el 0.6% eran asiáticos, el 0.09% eran isleños del Pacífico, el 0.6% eran de otras razas y el 1.06% pertenecían a dos o más razas. Del total de la población el 5.62% eran hispanos o latinos de cualquier raza.